# Vandringskyrka

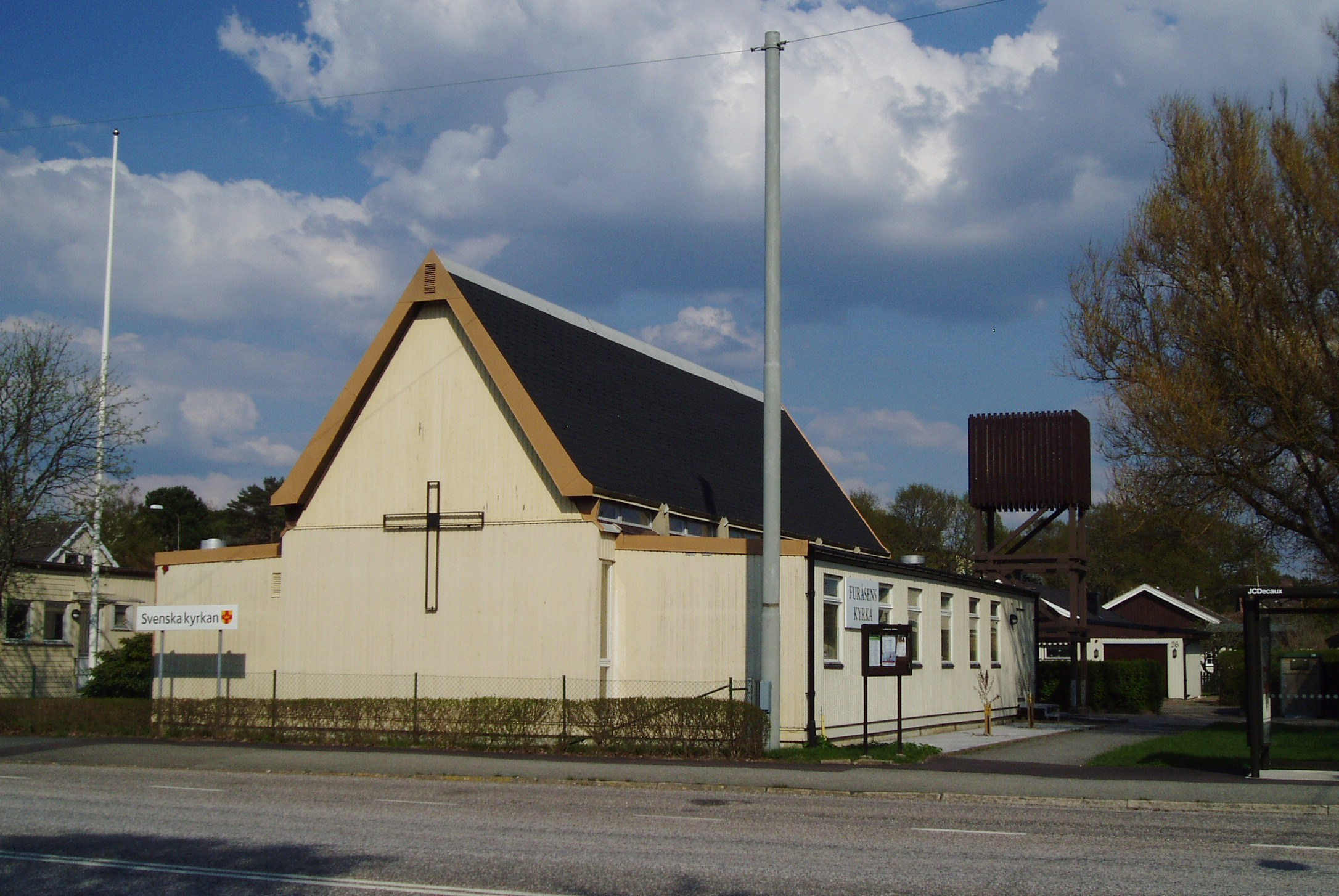
Furåsens kyrka, prototypen från Oresjö Sektionshus AB, före detta Brunnsbo kyrka.

En vandringskyrka var en monteringsfärdig och demonterbar tillfällig kyrkobyggnad. De levererades fullt monteringsfärdiga, målade och med indragen el och VVS. Uppförandet skulle ske på några få dagar, då de fyra hörnelementen sammanfogades med bjälklags- och takelement. I vapenhuset fanns vanligen ett litet kök på ena sidan och toaletter och förråd, tillgängliga utifrån, på den andra. Söder om koret fanns rum för sakristia och väster om koret förrådsrum. Ett femtiotal kyrkor kom att tillverkas.

## Allmänt

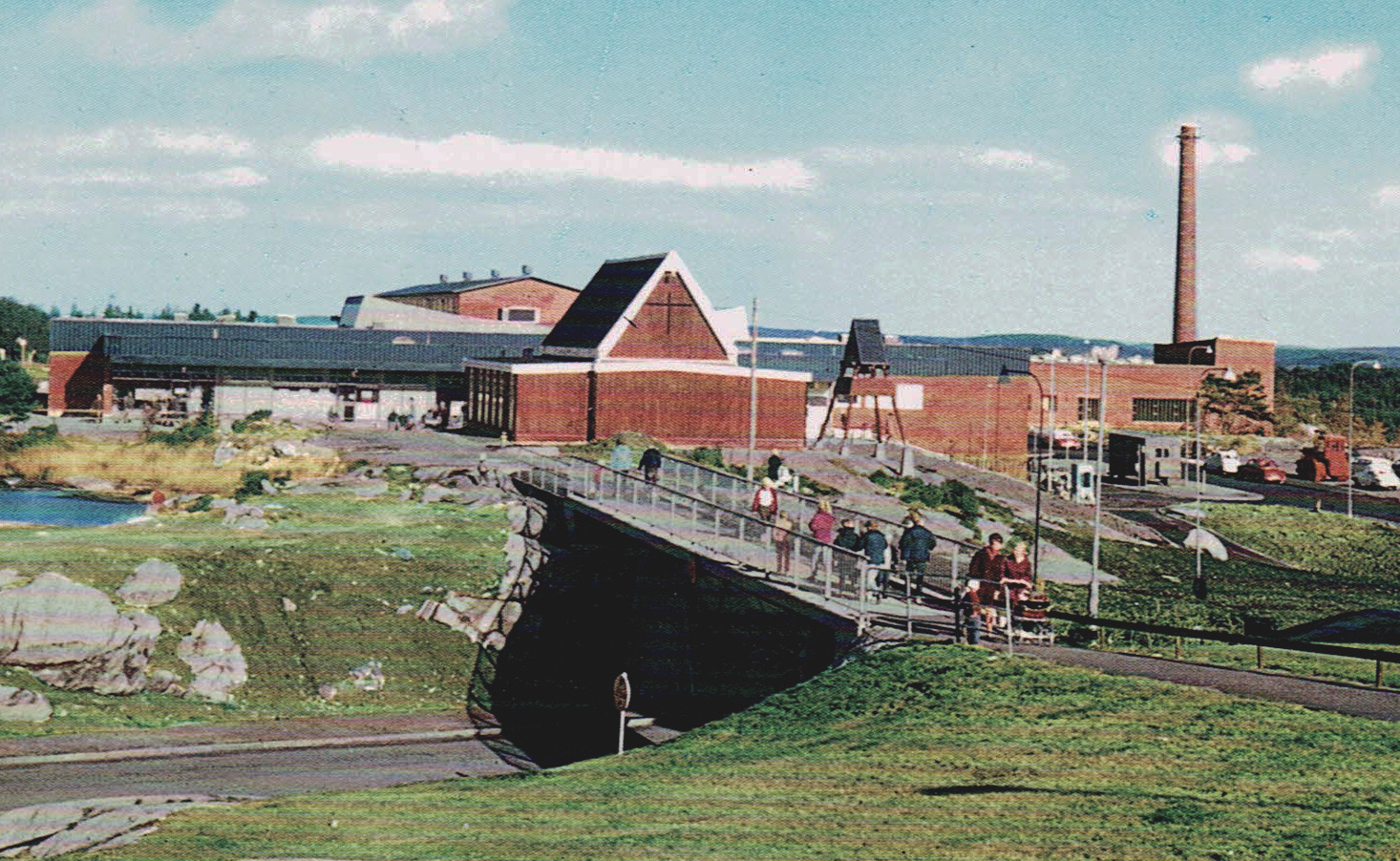
Länsmansgårdens vandringskyrka som 1972 flyttades och blev Bjurslättskyrkan.

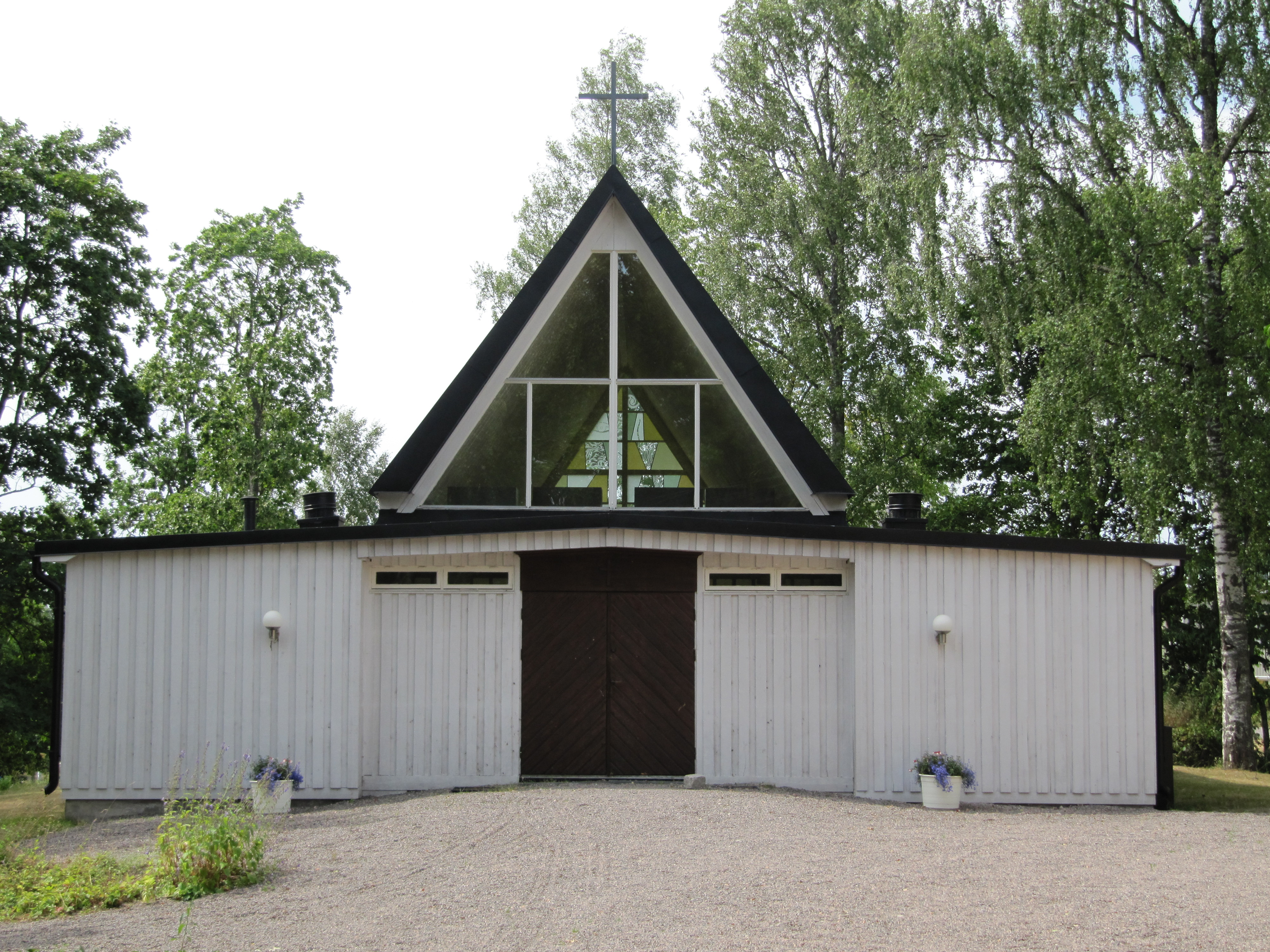
Örbyhus kyrka.

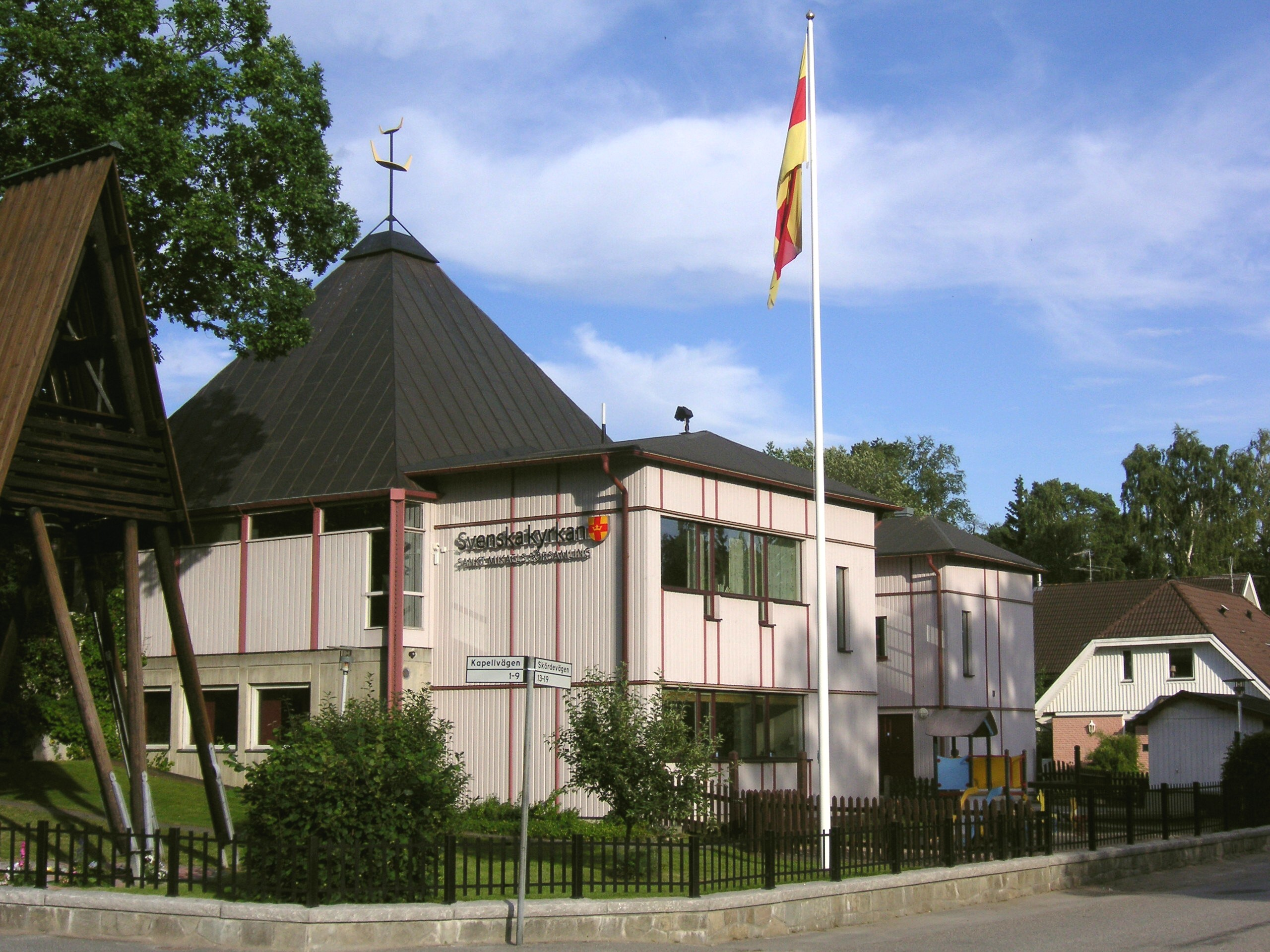
Segeltorps kyrka.

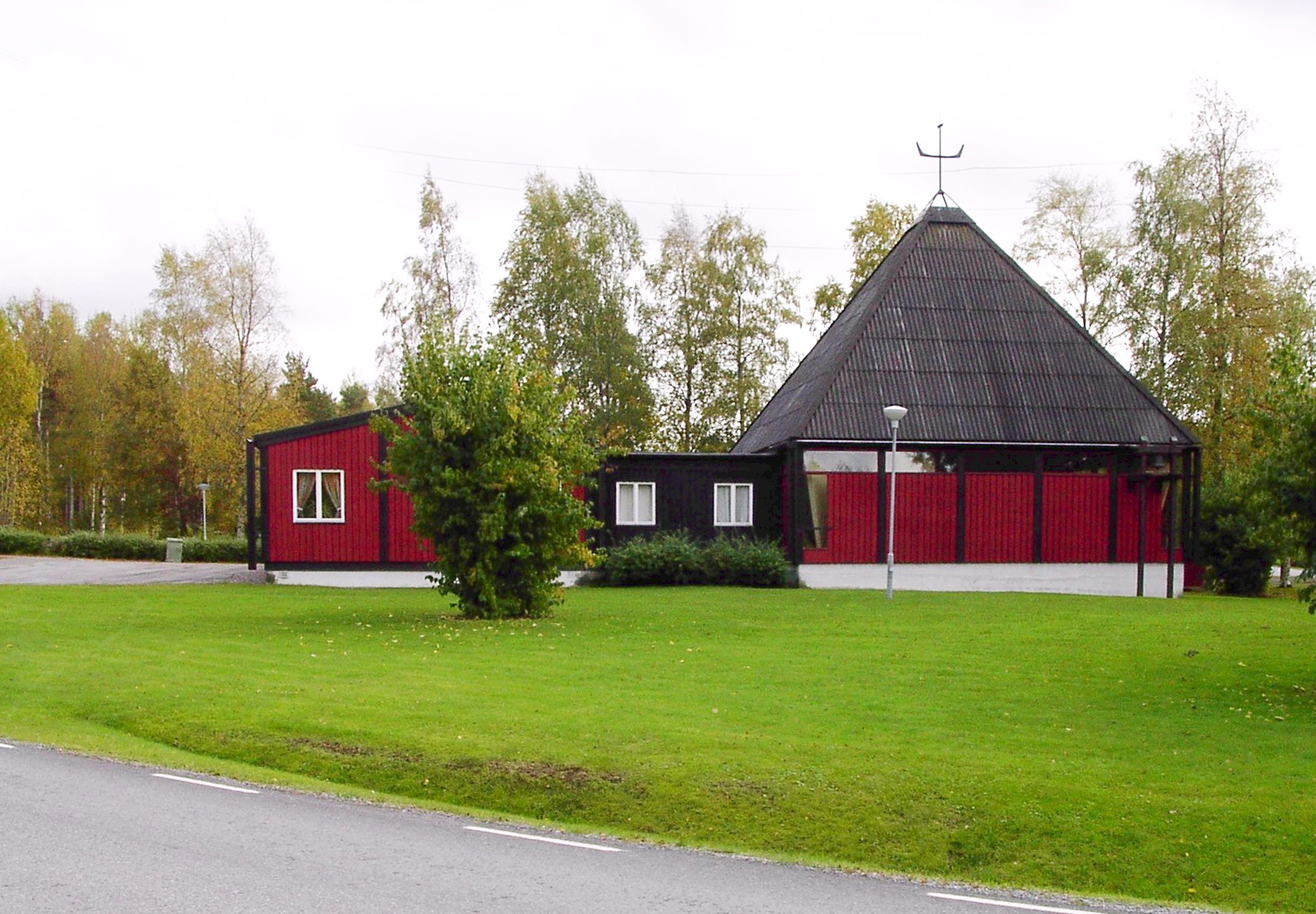
Sankta Anna kyrka.

Vandringskyrkor uppfördes vanligen i nyupprättade församlingar eller kyrkodistrikt. Det var normalt avsikten med vandringskyrkor, att de skulle kunna demonteras och återuppföras på annan plats. Flera vandringskyrkor byggdes i Sverige under det så kallade miljonprogrammets tid 1965-1975. Två typer var vanliga:
- Törebodakyrkor, ritade av arkitekt Rolf Bergh och tillverkade vid Töreboda Limträfabrik
- Oresjökyrkor, ritade av arkitekt Torsten Hansson och tillverkade vid Oresjö Fabriker (Oresjö Sektionshus, nu Flexator)

Sveriges första vandringskyrka var Brunnsbo kyrka i Göteborg, som uppfördes 1965 och blev prototyp för den fortsatta serietillverkningen. Under 1960-talet tillverkade Oresjö Fabriker 32 vandringskyrkor. Dessa sattes upp i områden, främst runt de större städerna, för att Svenska kyrkan snabbt skulle kunna komma igång med sin verksamhet i takt med att nya bostadsområden byggdes. Många av vandringskyrkorna är idag rivna och ersatta av permanenta kyrkor. Några är överlåtna till andra samfund eller tagna ur kyrkligt bruk och ombyggda för helt andra ändamål. 
Oresjökyrkorna är utrustade med vikväggar så att sidoskeppen kan användas separat som "församlingshem". De kan monteras på 48 timmar, och endast kallvattenledning och el krävs till tomten.[källa behövs]
Fram till 1991 var Grevegårdens kyrka i Västra Frölunda en av dessa vandringskyrkor. När församlingen skulle bygga den nuvarande kyrkobyggnaden övertogs vandringskyrkan av syrisk-ortodoxa kyrkan S:t Gabriel och flyttades ca 500 m till Björkhöjdsgatan 24 där den fortfarande finns. Syrisk-ortodoxa församlingen i Borås har även den övertagit en tidigare vandringskyrka.

## Vandringskyrkor som fortfarande är i bruk

### Från Oresjö Sektionshus
- Bjurslättskyrkan i Göteborg
- Lunedskyrkan
- Vidingsjö kyrka i Linköping
- Älvängens kyrka
- Örbyhus kyrka
- Hulta kyrka i Borås
- Furåsens kyrka i Göteborg
- Storebro kyrka
- Den gode Herdens kyrka, Övre Soppero (tidigare i Helsingborg)
- Sankt Antonios och Sankt Kirellos koptisk-ortodoxa kyrka, Norrköping (tidigare Vilbergskyrkan)

### Från Töreboda Limträfabrik
- Brunnsbokyrkan i Göteborg
- Hällabrottets kyrka
- Mariehems kyrka i Umeå
- Nådens kapell i Färjestaden på Öland
- Näsbyparks kyrka i Täby
- Olov Hartmans studiokyrka i Sigtuna
- Resarö kapell
- Rumänsk-ortodoxa kyrkan i Malmö (tidigare Hyllie kyrka)
- Sankt Andreas kapell i Västervik
- Sankt Kyrillos och Methodius serbisk-ortoxa kyrka, Malmö (tidigare Kulladals kyrka)
- Sankt Matteus kyrka i Skövde
- Sankt Nikolai kyrka i Linköping, katolsk kyrka
- Segeltorps kyrka
- Säby kyrka i Salem
- Vendelsö kyrka
- Zionskirche i Dresden, Tyskland.

## Vandringskyrkor som numera används för andra ändamål eller som rivits

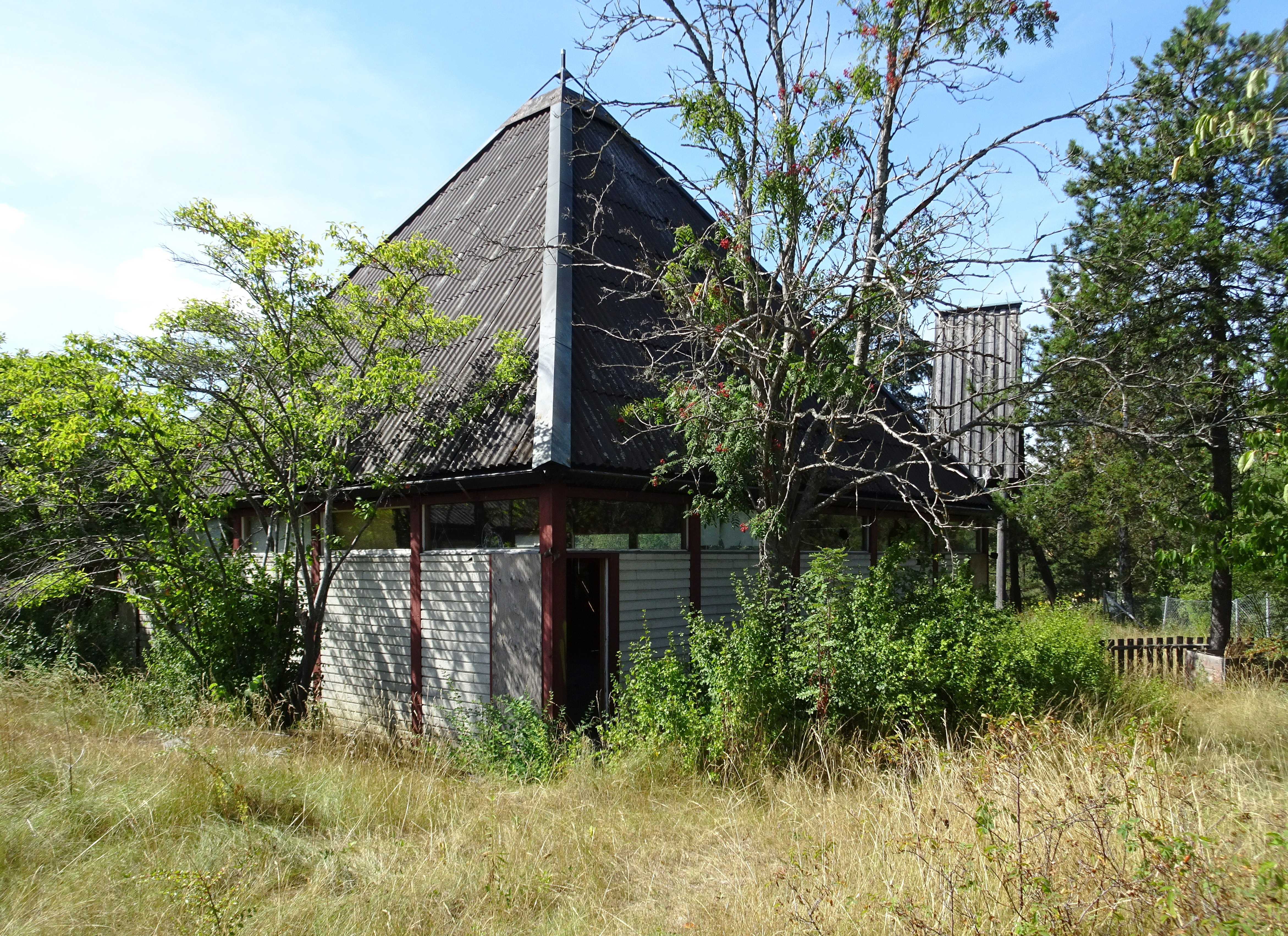
Rudboda kyrka i augusti 2021.

### Oresjökyrkor
- Tunabergskyrkan, Uppsala. Ersattes av nybygge 1996
- Kastalakyrkan, Kungälv. Invigd 1969, flyttades 1979 till Nyköping och ersattes av den permanenta Kastalakyrkan.
- Arnö kyrka, Nyköping. Invigd 1979, ditflyttad från Kungälv, ersattes av Sankta Katarina kyrka 1997.
- Vårdkasekyrkan, Skälby, Järfälla kommun. Används av scouterna
- Ekebäcks kyrka, Västra Frölunda Församling, stängdes och ställdes i malpåse och brann.
- Grindtorpskyrkan, Täby kommun. Byggd för Täby församling 1967. Ersattes 1973 av Tibble kyrka när kapellet invigdes. Såld till Filadelfiaförsamlingen för utpostverksamheten i Täby 1974. Klockstapeln flyttades till S:t Olofs kyrka i Viggbyholm. Kyrkobyggnaden revs och ersattes av en ny i början av 2000-talet.
- Norrmalms kyrka, Skövde. Såld 2022. Ombyggd till bostadshus.[1]

### Studiokyrkor
- Broängskyrkan, Tumba. Såld till Studieförbundet Vuxenskolan. Ursprungligen den första Hammarbykyrkan.
- Lilla Aska kapell, Linköping. Begravningskapell i väntan på ny krematoriebyggnad. Skänkt till Hjulsbro IK som klubblokal 1991.
- Nya kyrkans församlings kyrka, Enskede (Swedenborgarna). Såld till serbisk-ortodoxa kyrkan 1980. Riven 1990.
- Rudboda kyrka, Lidingö. Avsakraliserad och såld.
- Sankta Anna kyrka, Stråssa. Avsakraliserad och såld.
- Viksjö kyrka, Järfälla. Ursprungligen i Barkarby, flyttat till Viksjö. Gamla kyrkan riven